# 조엘 글레이저
조엘 글레이저(Joel Glazer)는 미국의 기업인이자 맬컴 글레이저의 아들로, 퍼스트 얼라이드 코퍼레이션 및 자파타 코퍼레이션, 탬파베이 버커니어스와 잉글랜드 프리미어리그의 맨체스터 유나이티드 FC의 공동 회장이다.
워싱턴 D.C.의 아메리칸 대학교에서 학사 학위를 받았고, 2002년 동생 에드워드 글레이저, 브라이언 글레이저와 함께 탬파베이 버커니어스의 공동 회장을 지냈고, 14만 5000평방의 스포츠 첨단 교육 시설을 지을 것을 약속하였다.
현재 아버지 맬컴 글레이저에 의해 동생 에이브럼 글레이저와 함께 맨체스터 유나이티드 FC의 공동 회장을 지내고 있다.

## 같이 보기
- 맨체스터 유나이티드 FC